# Boulder County
Boulder County je okres ve státě Colorado v USA. K roku 2010 zde žilo 294 567 obyvatel. Správním městem okresu je Boulder. Celková rozloha okresu činí 1 946 km².